# Джек Восьмёркин американец
«Джек Восьмёркин американец» — повесть Николая Смирнова, впервые опубликованная в 1930 году. Рассказывает о приключениях деревенского паренька Яшки (Джека) Восьмёркина, во время Гражданской войны попавшего в США, а затем вернувшегося в СССР, в родную деревню, и участвовавшего в переходе страны к коллективному способу хозяйствования.
В 1986 году на основе романа был снят фильм «Джек Восьмёркин — „американец“».

## Сюжет
Вернувшийся из США Джек Восьмёркин приходит в редакцию сельскохозяйственной газеты в поисках работы на селе. Он рассказывает историю, как в 13 лет попал в Америку, как вырос и освоил множество профессий и как обрёл цель в жизни: завести собственную ферму вместе с новым американским другом Чарли Ифкином. Но в США эта мечта осуществиться не может, и только в России, где после революции землю стали предоставлять бесплатно, она может претвориться в жизнь. Друзья решают, что Джек первым поедет на родину, а как обустроится — вызовет Чарли.
Редактор газеты помогает Джеку добраться до родной деревни. Здесь Джек начинает вести хозяйство, используя знания, полученные в Америке, чем удивляет и смешит местных неграмотных крестьян. Однако его расчёты постоянно нарушаются спецификой местных условий, и по результатам года он понимает, что имеющейся в его распоряжении земли недостаточно для хорошего хозяйства. Одновременно он знакомится с семьёй бывшего помещика, близко сходится с его дочерью Татьяной.
Встав перед выбором: вернуться в США или найти новый способ поднять хозяйство — Джек решает организовать сельскохозяйственную коммуну «Новая Америка», которой государство готово выделить гораздо больше земли, чем положено единоличнику. В коммуне Джек руководит в привычном ему стиле, строя грандиозные планы и плохо учитывая свои возможности. Не оставляет он и желание действовать в одиночку, добиваясь многого, но всё-таки только с помощью других людей достигая цели. Джек постепенно приучается к коллективной работе.
Одновременно в соседнем селе происходят иные события. Там складывается два сообщества, противостоящих друг другу: одно объединяется вокруг зажиточного крестьянина Пал Палыча Скороходова, другое — вокруг вернувшегося из Красной Армии Антона Козлова. Опытный делец, Скороходов уловками и хитростями держит власть в селе и пытается мешать соседям. Противостояния происходят по всем вопросам: и по разделу бывшей помещицкой земли, и по сдаче зерна государству, и по организации работ и распределении доходов. Поймать Скороходова на вредительстве никогда не удается: кулак хорошо чувствует, когда нужно сыграть друга новой власти, чтобы не быть наказанным. Параллельно развиваются отношения Джека и Татьяны, препятствием которым служат американские привычки Джека и сын Скороходова, ради завладения домом склоняющий Татьяну к браку. Интриги доводят ситуацию до вмешательства властей: Джек по горячности совершает самоуправство, чем и пользуются его враги, надеясь вывести его из дела. Но милиция имеет приказ поддерживать коммунаров, Джек оказывается на свободе, но и без него коллективное хозяйство способно справиться со всеми сложностями. В конце лета успехи коммуны собственными глазами видит Чарли Ифкин, приехавший, наконец, из США.
К следующему году Джек женится на Татьяне, а в коммуну «Новая Америка» приезжает корреспондент сельскохозяйственной газеты, чтобы писать заметки и одновременно оказывать посильную помощь в работе. Он помогает наладить связь города с деревней, обеспечивает шефство газеты над коммуной. В результате хозяйство стремительно развивается, появляется электростанция, в дома проводится свет, увеличивается парк техники, появляется собственное мелкое производство.
Кулаки продолжают вредить: ломают теплицу, поджигают электростанцию, угрожают и вводят в заблуждение колеблющихся крестьян. Но их усилия напрасны, и, в конце концов, от безысходной злобы они решают убить Джека Восьмёркина. Скороходов стреляет в Джека и Татьяну, Татьяна погибает, а Джек несколько месяцев проводит в больнице. Вернувшись, он замечает, как выросла коммуна и немедленно включается в работу.
Весной 1931 года Чарли Ифкин уезжает в Москву по делам коммуны и чтобы сменить гражданство на советское. Тут он тяжело заболевает и проводит в больнице несколько месяцев. По возвращении его ждёт уже не коммуна, а огромное хозяйство, в которое объединились все близлежащие деревни, и председателем его предложили стать Джеку Восьмёркину. А Чарли становится начальником машинно-тракторной станции.

## Об авторе
Николай Смирнов пришёл в литературу в 1911 году, начав писать скетчи и пьесы для театра, в основном юмористической и сатирической направленности. С 1924 года переключился на малую прозу, выпустив несколько книг для детей и юношества. В 1928 году вышло первое крупное произведение Смирнова — «Государство Солнца» о Морице Бенёвском, за ним в 1929 году последовал приключенческий роман «Дневник шпиона», а в 1930 появился «Джек Восьмёркин американец». Автор успел переработать повесть и опубликовать новую редакцию в 1933 году, прежде чем в том же году умер в возрасте 43 лет во время творческой командировки в Кузбасс.

## Критика и отзывы
Повесть предназначалась для детей старшего возраста. Читательская аудитория восприняла книгу с большим интересом: после смерти Николая Смирнова Максим Горький получил несколько писем от детей, в которых они его просили написать продолжение повести «Джек Восьмёркин американец».

### Критика
Первый вариант романа из двух частей довольно жёсткой критике подвергла Н. К. Крупская, которая прямо назвала книгу «вредной». Больше всего ей не понравилась первая часть, где она отметила слабость и историческую недостоверность изображения России и Америки конца 1910-х — начала 1920-х годов. Отдавая должное увлекательному сюжету второй части, Крупская указала на сомнительность установок, которые имеются в тексте: Джек Восьмёркин выглядит не столько советским коммунаром, сколько капиталистическим фермером, заботящимся прежде всего о собственной выгоде, а не об интересах коллектива. Крупская рекомендовала повесть переработать.
В своей рецензии, опубликованной в 1933 году на второе издание повести, Ф. Звойдин называет основной темой повести «перевоспитание деляги-индивидуалиста в труженика социалистического сельского хозяйства». По мнению критика, верно показаны оба этапа этой переделки: и приход к мысли о невозможности в условиях СССР быть честным и успешным единоличником, и отказ вообще от всяких собственнических проявлений в управлении коллективным хозяйством. Однако во второстепенных деталях Смирнов переходит границы здравого смысла: неудачным признано сосредоточение всех отрицательных качеств в одном-единственном кулаке Скороходове, избыточным введение в сюжет семьи бывшего помещика Кацаурова, и совершенно ненужным развёртывание любовной линии с мелодраматической гибелью в конце жены Джека, Татьяны, от рук защищаемого ею врага нового строя. Тем не менее, Смирнову удалось правильно показать отношение крестьянства к происходящим переменам, его колебания, иногда слепое следование указкам кулаков, а также роль в изменении села города и прессы. Звойдин также отметил отличия второго издания от первого, как главное улучшение указав устранение «деляческой» сущности коммуны Джека Восьмёркина.
Александр Роскин в статье 1934 года в «Литературной газете» хвалит фабулу повести, отмечая её сложность, стремительность, запутанность и многообразие. Он сравнивает «Джека Восьмёркина» с двумя другими произведениями: «Робинзоном Крузо» Даниэля Дефо, противопоставляя робинзонаду Джека в деревне приключениям Робинзона на острове и объявляя коллективного героя-коммуну победителем, и «Второй весной» Рувима Фраермана, в которой обнаруживает сходную сложность изложения, но достигнутую иным способом — через глубокое внимание к самым мелким деталям. Подчёркивая мастерство Смирнова как фабулиста, Роскин тем не менее отмечает (но прощает) литературную бедность его языка, приводя в качестве примера просторечные слова и выражения, неуместные и надуманные описания природы, сухость стиля, неудачный переход к отстранённому повествованию в ключевые моменты сюжета.
Владимир Фалеев, статья которого вошла в издание 1990 года, характеризует произведение не как повесть, а как роман. Он пишет, что Смирнову удалось за внешней лёгкостью и смешливостью точно и глубоко описать множество интересов различных слоёв сельского общества, не скатываясь к грубому делению людей на друзей и врагов. Также Фалеев находит в строках Смирнова критику командно-административной системы, установившейся в стране вместо самодержавия, иллюстрируя взятыми из книги примерами успехов американского капиталистического строя, где экономические показатели сельского хозяйства впечатляюще превосходят советские коммуны. По мнению критика, Смирнов видел ущербность новой системы, не верил в способность малокультурных бедняков взять на себя управление и мог лишь запечатлевать на страницах их неизбежные ошибки, а также попытки властей переключить крестьян с определения внутренних причин, изменения и совершенствования себя, на поиск внешних врагов.

## Издания
Первое издание повести в трёх частях вышло в 1930 году в Государственном издательстве РСФСР с рисунками И. Мрочковского.
Второе издание вышло в 1933 году в издательстве «Молодая гвардия». Смирнов значительно расширил повесть и исправил недостатки, обозначенные критиками, и свёл её в две части.
Третье издание вышло в 1934 году в издательстве «Детгиз». Иллюстрации ко второму и третьему изданиям выполнила Т. Маврина.
В 1969 году книга вышла в издательстве «Детская литература» с иллюстрациями В. Трубковича. С теми же иллюстрациями она была переиздана в 1990 году в Верхне-Волжском книжном издательстве. В том же году её переиздало издательство «Правда» в серии «Мир приключений».
В 2012 и 2013 годах книгу дважды переиздало издательство «Вече» в сериях «Сделано в СССР. Любимая проза» и «Народный роман».

## Экранизация
В 1986 году Евгений Татарский снял фильм «Джек Восьмёркин — „Американец“» с участием Александра Кузнецова в роли Якова Восьмёркина, Тито Ромалио в роли Чарли Ифкина, Льва Дурова в роли Пал Палыча Скороходова и Евгения Евстигнеева в роли адмирала Кацаурова.